# Оглядач великого вибуху
Огля́дач Вели́кого Ви́буху — пропозиція спадкоємця проекту LISA. Основна наукова мета — спостереження гравітаційних хвиль, які виникли через невеликий час після Великого Вибуху, але на ньому також можливо буде зареєструвати молодші джерела гравітаційного випромінювання. ОВВ буде ймовірно досить чутливим до всіх LIGO й LISA джерел. Його надзвичайна точність полягає у використанні потужних лазерів та в обчисленні кореляції сигналів різних інтерферометрів навколо Сонця.
Пропонований інструмент складається із чотирьох інструментів на кшталт LISA, кожний з яких матиме три супутники, розташовані трикутником. Два трикутники будуть сполучені таким чином, щоб вийшла шестипроменева зірка, подібна до зірки Давида. Інші два трикутники будуть рознесені уздовж орбіти Землі.
Супутники ОВВ будуть відрізнятися від супутників LISA тим, що на них будуть установлені потужніші лазери. До того ж, трикутники будуть набагато менші, ніж у LISA. Через менші розміри тестові маси будуть зазнавати набагато менших припливних відхилень, які можуть бути зафіксовані на окремій смузі інтерферометра, як в LIGO. У LISA, навпаки, тестові маси будуть рухатися значною мірою вільною орбітою, а супутник буде літати навколо них, і інтерференційні смуги будуть розраховуватися за допомогою методики інтерферометрії затримок.
Інструменти ОВВ являють собою великий виклик сучасним технологіям. Кошти на розробку ще не виділені, й, за найоптимістичнішими оцінками, запуск цього інструмента може здійснитися за кілька десятків років.

## Виноски
1. ↑  The Big Bang Observer, Gregory Harry (MIT), LIGO-G0900426